# هبوط انسان (تیسین)

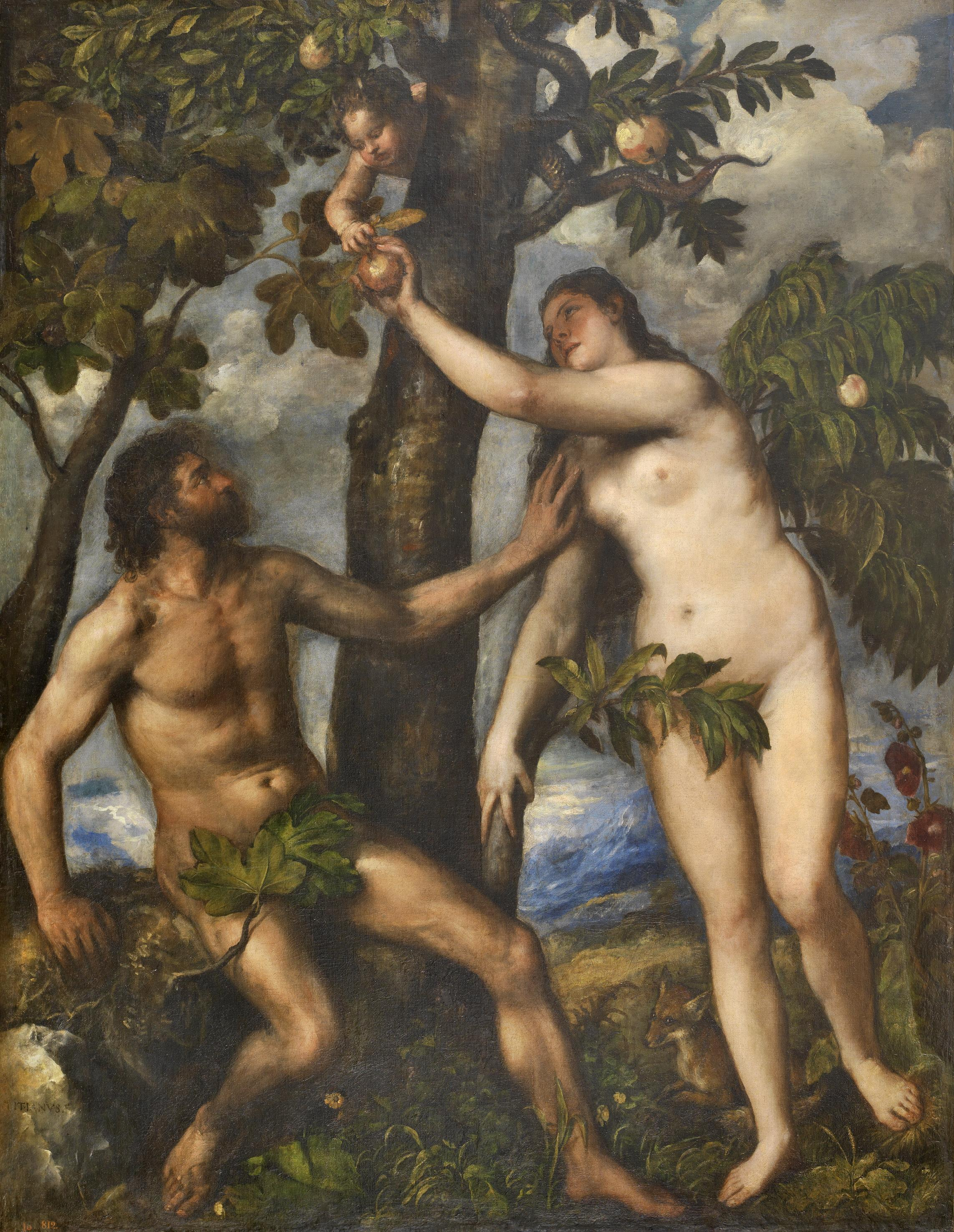

هُبوطِ انسان (به انگلیسی: The Fall of Man) یک نقاشی از هبوط انسان یا داستان آدم و حوا است که توسط هنرمند ونیزی تیسین در حدود سال ۱۵۵۰ خلق شده‌است و در حال حاضر در موزه دل پرادو در مادرید نگهداری می‌شود. تیسین تحت تأثیر فرسکوی رافائل با همان موضوع در اتاق رافائل در واتیکان که آدم نشسته و حوا ایستاده بود و همچنین حکاکی آلبرشت دورر از آدم و حوا این اثر را پدیدآورد. این تابلو متعلق به فیلیپ دوم اسپانیا، آنتونیو پرز بوده‌است و شاید برای اولین بار توسط پدرش در سال ۱۵۸۵ وارد مجموعه سلطنتی اسپانیا گردید و در آن جا بین سالهای ۱۶۲۸ و ۱۶۲۹ توسط پیتر پل روبنس برای نسخه شخصی هبوط انسان از این موضوع کپی شد.